# Oğuz Çetin
Ahmet Oğuz Çetin (15 de febrer de 1963) és un exfutbolista turc de les dècades de 1980 i 1990.
Fou 70 cops internacional amb la selecció turca. Pel que fa a clubs, defensà els colors de Sakaryaspor, Fenerbahçe, İstanbulspor i Adanaspor.
Un cop retirat fou entrenador a clubs com Khazar Lankaran, o Gaziantep BB.